# Samuel Paynter

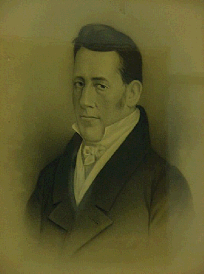
Samuel Paynter

Samuel Paynter (* 24. August 1768 in Lewes, Delaware Colony; † 2. Oktober 1845 ebenda) war ein US-amerikanischer Politiker und von 1824 bis 1827 Gouverneur des Bundesstaates Delaware.

## Frühe Jahre und politischer Aufstieg
Samuel Paynter begann seine berufliche Laufbahn im elterlichen Gemischtwarenladen. Die Familie brachte es zu erheblichem Reichtum, der es Samuel ermöglichte, Direktor der Farmer’s Bank zu werden. Dieses Amt übte er 25 Jahre lang aus. Politisch war er Mitglied der Föderalistischen Partei. Zwischen 1796 und 1824 war er mit Unterbrechungen sowohl Abgeordneter im Repräsentantenhaus von Delaware als auch Mitglied des Staatssenats. Dazwischen war er im Jahr 1805 Steuerbeauftragter im Sussex County. Im Jahr 1817 war er Finanzminister von Delaware und Aufsichtsrat der Kreditbehörde (Trustee of the Loan Office). Zwischen 1818 und 1820 war er Richter. Am 7. Oktober 1823 wurde er zum Gouverneur seines Staates gewählt; Gegenkandidat war David Hazzard, der das Amt später ebenfalls ausüben sollte.

## Gouverneur von Delaware
Samuel Paynter trat sein neues Amt am 20. Januar 1824 an. In seiner dreijährigen Amtszeit begannen die Bauarbeiten am Chesapeake and Delaware Canal. Der Gouverneur besetzte einige Regierungsausschüsse neu. Damals entstand auch eine neue Schule in Newark. Ansonsten verlief seine Amtszeit relativ ruhig. Allerdings begann sich die Parteienlandschaft in den Vereinigten Staaten langsam zu ändern. Seine Föderalistische Partei nahm in der Folge auch in Delaware, einer ihrer letzten Hochburgen, stark ab. Paynter war der vorletzte Gouverneur dieser Partei. Auch die Demokratisch-Republikanische Partei zeigte Auflösungserscheinungen. Nach einer Teilung sollten im Verlauf der nächsten Jahre aus ihr sowohl die Demokraten als auch die Whigs hervorgehen.

## Weiterer Lebenslauf
Nach dem Ende seiner Amtszeit am 16. Januar 1827 blieb Samuel Paynter politisch aktiv. Von 1844 bis zu seinem Tod war er nochmals Abgeordneter im Repräsentantenhaus seines Staates. Ansonsten widmete er sich seinen privaten Interessen. Er starb im Oktober 1845. Mit seiner Frau Elizabeth Rowland hatte er sechs Kinder.